# Warramboo
Warramboo är en ort i Australien. Den ligger i regionen Wudinna och delstaten South Australia, omkring 330 kilometer nordväst om delstatshuvudstaden Adelaide.
Trakten runt Warramboo är nära nog obefolkad, med mindre än två invånare per kvadratkilometer.. 
Trakten runt Warramboo består till största delen av jordbruksmark. Genomsnittlig årsnederbörd är 432 millimeter. Den regnigaste månaden är juni, med i genomsnitt 81 mm nederbörd, och den torraste är oktober, med 9 mm nederbörd.